# آن ليكي
آن ليكي هي كاتبة أمريكية ولدت في 1966.